# (556416) 2014 OE394
(556416) 2014 OE394 est un cubewano d'un diamètre estimé à 337 km, ce qui pourrait le qualifier comme candidat au statut de planète naine.